# Interzonenturnier Szirák 1987
Das Interzonenturnier Szirák 1987 wurde im Juli und August 1987 als Rundenturnier mit 18 Teilnehmern in Szirák ausgetragen. Es wurde vom Weltschachbund FIDE organisiert und sollte drei Teilnehmer der Kandidatenmatches zur Schachweltmeisterschaft 1990 ermitteln. 

## Abschlusstabelle
|    | Teilnehmer            | 01 | 02 | 03 | 04 | 05 | 06 | 07 | 08 | 09 | 10 | 11 | 12 | 13 | 14 | 15 | 16 | 17 | 18 | Punkte |
| -- | --------------------- | -- | -- | -- | -- | -- | -- | -- | -- | -- | -- | -- | -- | -- | -- | -- | -- | -- | -- | ------ |
| 01 | Waleri Salow          |    | ½  | ½  | ½  | 1  | 1  | ½  | 1  | ½  | 0  | ½  | 1  | 1  | ½  | 1  | 1  | 1  | 1  | 12½    |
| 02 | Jóhann Hjartarson     | ½  |    | ½  | ½  | ½  | ½  | 1  | 1  | ½  | 1  | 1  | ½  | 0  | 1  | 1  | 1  | 1  | 1  | 12½    |
| 03 | Lajos Portisch        | ½  | ½  |    | ½  | 1  | ½  | 0  | 1  | 1  | 1  | 1  | 1  | 1  | 1  | ½  | ½  | ½  | ½  | 12     |
| 04 | John Nunn             | ½  | ½  | ½  |    | ½  | 0  | 1  | ½  | 1  | 1  | 1  | 1  | ½  | 1  | 0  | 1  | 1  | 1  | 12     |
| 05 | Alexander Beliavsky   | 0  | ½  | 0  | ½  |    | ½  | ½  | ½  | ½  | 1  | ½  | 1  | ½  | 1  | 1  | 1  | 1  | 1  | 11     |
| 06 | Ulf Andersson         | 0  | ½  | ½  | 1  | ½  |    | ½  | 1  | ½  | ½  | ½  | ½  | 1  | 1  | ½  | ½  | ½  | 1  | 10½    |
| 07 | Ljubomir Ljubojević   | ½  | 0  | 1  | 0  | ½  | ½  |    | ½  | ½  | ½  | 1  | ½  | ½  | 1  | 1  | ½  | ½  | 1  | 10     |
| 08 | Larry Christiansen    | 0  | 0  | 0  | ½  | ½  | 0  | ½  |    | ½  | 1  | ½  | 1  | 1  | 0  | 1  | ½  | 1  | 1  | 9      |
| 09 | Joel Benjamin         | ½  | ½  | 0  | 0  | ½  | ½  | ½  | ½  |    | 0  | ½  | ½  | 1  | 0  | ½  | 1  | 1  | 1  | 8½     |
| 10 | Miodrag Todorčević    | 1  | 0  | 0  | 0  | 0  | ½  | ½  | 0  | 1  |    | 1  | 0  | ½  | 0  | 1  | 1  | 1  | 1  | 8½     |
| 11 | Mihail Marin          | ½  | 0  | 0  | 0  | ½  | ½  | 0  | ½  | ½  | 0  |    | 1  | ½  | ½  | 1  | ½  | ½  | 1  | 7½     |
| 12 | Dragoljub Velimirović | 0  | ½  | 0  | 0  | 0  | ½  | ½  | 0  | ½  | 1  | 0  |    | 1  | ½  | 1  | 0  | 1  | 1  | 7½     |
| 13 | András Adorján        | 0  | 1  | 0  | ½  | ½  | 0  | ½  | 0  | 0  | ½  | ½  | 0  |    | 1  | ½  | ½  | 1  | ½  | 7      |
| 14 | Gilberto Milos        | ½  | 0  | 0  | 0  | 0  | 0  | 0  | 1  | 1  | 1  | ½  | ½  | 0  |    | ½  | 1  | 0  | 1  | 7      |
| 15 | Glenn Flear           | 0  | 0  | ½  | 1  | 0  | ½  | 0  | 0  | ½  | 0  | 0  | 0  | ½  | ½  |    | ½  | 1  | 1  | 6      |
| 16 | Jesús de la Villa     | 0  | 0  | ½  | 0  | 0  | ½  | ½  | ½  | 0  | 0  | ½  | 1  | ½  | 0  | ½  |    | 0  | 1  | 5½     |
| 17 | Slim Bouaziz          | 0  | 0  | ½  | 0  | 0  | ½  | ½  | 0  | 0  | 0  | ½  | 0  | 0  | 1  | 0  | 1  |    | ½  | 4½     |
| 18 | Denis Allan           | 0  | 0  | ½  | 0  | 0  | 0  | 0  | 0  | 0  | 0  | 0  | 0  | ½  | 0  | 0  | 0  | ½  |    | 1½     |

## Stichkampf um Platz 3
Um den dritten Qualifikationsplatz wurde ein Stichkampf erforderlich, der im September und Oktober 1987 in Budapest ausgetragen wurde. Dabei setzte sich Portisch gegen Nunn mit 4:2 durch. Der Ungar gewann die beiden ersten Partien, die vier weiteren endeten remis.